# أحمد منير
أحمد منير هو ممثل مصري بدأ مسيرته الفنية في أواخر التسعينات، عٌرف لدوره في فيلم كتكوت (2006)، اللمبي 8 جيجا (2010) والمصلحة (2012).

## أعماله

### أفلام
- 1998:صعيدي في الجامعة الأمريكية
- 1998:ساعة الانتقام
- 2000:شورت وفانلة وكاب
- 2001:رشة جريئة
- 2002:شباب على الهوا
- 2003:إزاى البنات تحبك
- 2006:كتكوت
- 2007:خليك في حالك
- 2010:اللمبي 8 جيجا
- 2011:تك تك بوم
- 2011:الفاجومي
- 2012:المصلحة
- 2013:شمال يا دنيا
- 2017:كارت ميموري
- 2017:عمر الأزرق
- 2019:محمد حسين
- 2021:نص يوم

### مسلسلات
- 1995:ليالي الحلمية ج5
- 1996:الوتد
- 1998:العيش والملح
- 2000:سلمى يا سلامة
- 2003:عاصفة الشك
- 2004:فريسكا
- 2004:أحلام هند الخشاب
- 2005:من غير ميعاد
- 2005:مبروك جالك قلق
- 2005:المرسى والبحار
- 2005:الرقص مع الزهور
- 2006:الشيطان لا يعرف الحب
- 2006: 30 شارع مصطفى حسين
- 2007:نافذة على العالم
- 2007:حكايات المدندش
- 2008:نفق الشيطان
- 2008:قمر 14
- 2008:قصص بوليسية
- 2008:دموع في حضن الجبل
- 2008:بنات في الثلاثين
- 2009:صبيان وبنات
- 2009:دموع في نهر الحب
- 2009:الرجل والطريق
- 2009:الدنيا لونها بمبي
- 2010:لحظات حرجة 2
- 2010:رحيل مع الشمس
- 2010:السائرون نياما
- 2011:خاتم سليمان
- 2012:ورد و شوك
- 2012:هرم الست رئيسة
- 2012:ربيع الغضب
- 2012:بنات x بنات
- 2012:بالأمر المباشر
- 2012:الخفافيش
- 2013:في غمضة عين
- 2013:سلسال الدم ج1
- 2014:فيفا أطاطا
- 2015:دنيا جديدة
- 2015:أستاذ ورئيس قسم
- 2016:مملكة يوسف المغربي
- 2016:قضاة عظماء ج1
- 2019:الضاهر
- 2021:ضل راجل
- 2021:إلا أنا ج2
- 2022:شارع 9
- 2022:اللغز